# إشكاشم
إشكاشم (بالفارسية: اشکاشم)، هي مدينة أفغانية في ولاية بدخشان في شمال شرق أفغانستان، عاصمة مقاطعة إشكاشم. تقع على نهر بانج، في نقطة يتجه فيها اتجاهها بشدة نحو الشمال. تقع إشكاشم مقابل بلدة تحمل الاسم نفسه في طاجيكستان، على الرغم من أن المدينة الطاجيكية تُلفظ عادةً إشكوشم وفقًا للممارسات الطاجيكية. أعيد بناء جسر يربط بين المدينتين في عام 2006.
تقع بلدة إشكاشم في وادٍ خصب على ارتفاع 3037 مترًا. هناك ما يقرب من 20 مستوطنة في الوادي، ولكن بالنظر إلى أن الزراعة في الوادي متجاورة، يمكن أيضًا اعتبارها مستوطنة واحدة أكبر. مجموع سكان الوادي 12.120 نسمة.
للوادي حصاد واحد فقط في السنة حيث يزرع القمح والشعير. تنمو أيضًا أشجار الحور والكينار، ولكن يوجد القليل من الحطب.
المناخ بارد بشكل عام، ولكنه أكثر دفئًا من المناطق المجاورة، مثل واخان [الإنجليزية].
غالبية سكان البلدة نزاريون، ويطلق عليهم اسم إشكاشيميون. يتحدث معظمهم اللغة الإشكاشمية.
يقع الوادي في منطقة إستراتيجية مهمة، حيث أنه يسيطر على الطريق الوحيد بين بدخشان وشغنان [الإنجليزية] وواخان [الإنجليزية] الذي يمكن الوصول إليه خلال فصل الشتاء. كان هناك حصن من الطين يقع في وسط القرية.
كانت إشكاشم في وقت سابق دولة لأمير بدخشان على أعالي نهر أوكسوس. امتدت أراضي الدولة على بعد حوالي 16 ميلاً شمال مدينة إشكاشم، على جانبي النهر، حتى حدود غران. جنبا إلى جنب مع زباك، كان أشكاشم تحت الحكم المباشر لنايب زباك، وبالتالي وضعت بشكل غير مباشر تحت حكم بدخشان.
في 4 يوليو 2021، استولت قوات طالبان على المدينة كجزء من هجومها العسكري على مستوى البلاد، مما أجبر قوات الحكومة الأفغانية المحلية على الفرار إلى طاجيكستان المجاورة.

## المناخ
إشكاشيم لديها مناخ قاري صيفي دافئ جاف ( تصنيف كوبن للمناخ Dsb ). تهطل الأمطار في الشتاء أكثر من الصيف. متوسط درجة الحرارة السنوية في إشكاشم 7.3 °م (45.1 °ف). حوالي 433 مليمتر (17.05 بوصة) من هطول الأمطار سنويًا.
| البيانات المناخية لـIshkashim         | البيانات المناخية لـIshkashim | البيانات المناخية لـIshkashim | البيانات المناخية لـIshkashim | البيانات المناخية لـIshkashim | البيانات المناخية لـIshkashim | البيانات المناخية لـIshkashim | البيانات المناخية لـIshkashim | البيانات المناخية لـIshkashim | البيانات المناخية لـIshkashim | البيانات المناخية لـIshkashim | البيانات المناخية لـIshkashim | البيانات المناخية لـIshkashim | البيانات المناخية لـIshkashim |
| الشهر                                 | يناير                         | فبراير                        | مارس                          | أبريل                         | مايو                          | يونيو                         | يوليو                         | أغسطس                         | سبتمبر                        | أكتوبر                        | نوفمبر                        | ديسمبر                        | المعدل السنوي                 |
| ------------------------------------- | ----------------------------- | ----------------------------- | ----------------------------- | ----------------------------- | ----------------------------- | ----------------------------- | ----------------------------- | ----------------------------- | ----------------------------- | ----------------------------- | ----------------------------- | ----------------------------- | ----------------------------- |
| متوسط درجة الحرارة الكبرى °م (°ف)     | −1.6 (29.1)                   | −0.5 (31.1)                   | 4.8 (40.6)                    | 12.0 (53.6)                   | 16.8 (62.2)                   | 22.9 (73.2)                   | 25.9 (78.6)                   | 25.8 (78.4)                   | 21.6 (70.9)                   | 15.2 (59.4)                   | 7.7 (45.9)                    | 1.2 (34.2)                    | 12.6 (54.8)                   |
| متوسط درجة الحرارة الصغرى °م (°ف)     | −10.8 (12.6)                  | −9.1 (15.6)                   | −3.2 (26.2)                   | 2.6 (36.7)                    | 6.0 (42.8)                    | 10.3 (50.5)                   | 12.6 (54.7)                   | 12.5 (54.5)                   | 7.9 (46.2)                    | 3.1 (37.6)                    | −1.8 (28.8)                   | −6.5 (20.3)                   | 2.0 (35.5)                    |
| الهطول مم (إنش)                       | 41 (1.6)                      | 55 (2.2)                      | 81 (3.2)                      | 85 (3.3)                      | 57 (2.2)                      | 14 (0.6)                      | 9 (0.4)                       | 4 (0.2)                       | 6 (0.2)                       | 20 (0.8)                      | 20 (0.8)                      | 41 (1.6)                      | 433 (17.0)                    |
| المصدر: Climate-Data.org,Climate data |                               |                               |                               |                               |                               |                               |                               |                               |                               |                               |                               |                               |                               |